# Témoin d'intégrité
Pour les articles homonymes, voir Intégrité.

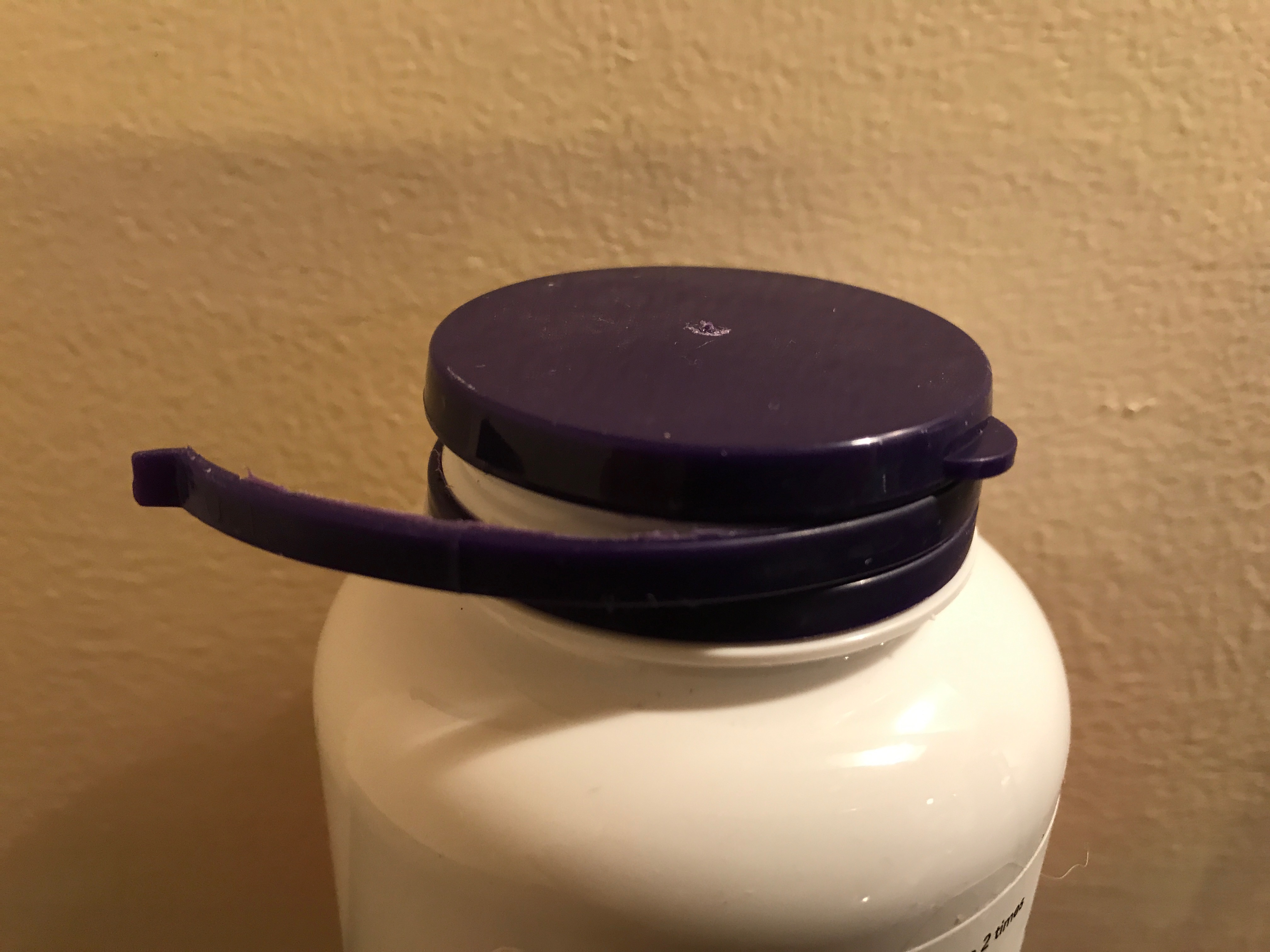
Cet emballage de médicaments comprend un témoin d'intégrité.

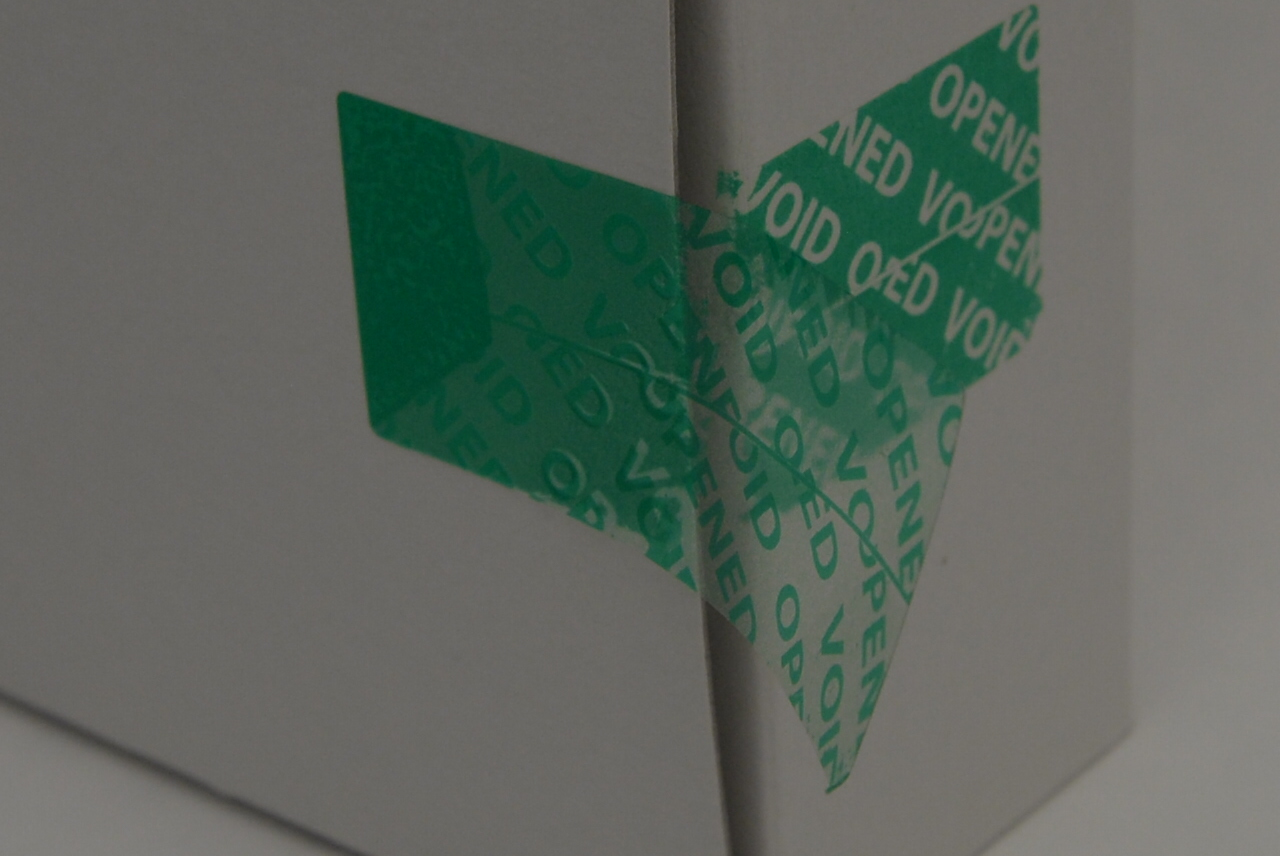
Ce ruban adhésif laisse une trace lorsqu'il est retiré, qui permet de voir que l'emballage a été ouvert.

Un témoin d'intégrité est un élément d'emballage qui permet de conclure, le cas échéant, à une interférence avec le contenu, la plupart des ouvertures de l'emballage se traduisant par une visible modification dudit témoin, souvent un arrachement ou une rupture.

## Exemples
Des témoins d'intégrité peuvent être utilisés pour garantir que le contenu de boîtes de médicaments n'a pas été changé depuis leur production.
Des sacs à témoins d'intégrité permettent de monter à bord d'avions avec des LAG (liquides, aérosols, gels) de plus de 100 millilitres, achetés dans les boutiques hors taxes des aéroports.